# Hugues de Woillemont
Pour les articles homonymes, voir Woillemont.
Hugues Le Pelletier de Woillemont, né le 7 janvier 1970 à Saint-Cloud (Hauts-de-Seine) est un prêtre catholique français, ancien secrétaire général et porte-parole de la Conférence des évêques de France. En septembre 2025, il doit devenir directeur de l'Œuvre d'Orient et vicaire général de l'Ordinariat des catholiques des Églises orientales résidant en France.

## Biographie
Il est le frère du général François-Xavier Le Pelletier de Woillemont. Il étudie à l'Institut International de Commerce et Distribution entre 1988 et 1992.
Il intègre ensuite le Séminaire des Carmes puis est ordonné prêtre le 26 juin 1999 pour le diocèse de Nanterre. Il obtient une licence canonique de théologie à l'Institut catholique de Paris.
Entre 2000 et 2003, il est vicaire à Sèvres et aumônier de l'enseignement public de Sèvres et de Ville-d'Avray. Entre 2003 et 2011, il est curé doyen des paroisses de Chaville. Il cumule cette fonction avec celle de directeur du service diocésain des pèlerinages à partir de 2005 et de curé de Ville-d'Avray à partir de 2007.
En 2011, il est nommé vicaire général du diocèse de Nanterre, fonction qu'il assume jusqu'en 2020. À la suite de la nomination de Michel Aupetit comme archevêque de Paris, il est élu administrateur diocésain jusqu'à l'arrivée de Matthieu Rougé à la tête du diocèse en septembre 2018.
En 2020, il est nommé secrétaire général et porte-parole de la Conférence des évêques de France en remplacement de Thierry Magnin, démissionnaire. 
Le 19 mars 2025, il est nommé directeur de l'Œuvre d'Orient et vicaire général de l'Ordinariat des catholiques des Églises orientales résidant en France par Laurent Ulrich, succédant ainsi à Pascal Gollnisch, auquel il doit succéder le 1er septembre 2025.